# Paris (Illinois)
Paris es una ciudad ubicada en el condado de Edgar en el estado estadounidense de Illinois. En el Censo de 2010 tenía una población de 8837 habitantes y una densidad poblacional de 578,69 personas por km².

## Geografía
Paris se encuentra ubicada en las coordenadas 39°36′50″N 87°41′21″O / 39.61389, -87.68917. Según la Oficina del Censo de los Estados Unidos, Paris tiene una superficie total de 15.27 km², de la cual 14.26 km² corresponden a tierra firme y (6.61%) 1.01 km² es agua. La auropista estadounidense 150 y la interestatal 1 de Illinois, pasan por París. Un línea de ferrocarril de la CSX Transportation pasa también por la ciudad, la línea va al norte hacia Danville y al sudeste hacia Terre Haute, Indiana.

## Demografía
Según el censo de 2010, había 8837 personas residiendo en Paris. La densidad de población era de 578,69 hab./km². De los 8837 habitantes, Paris estaba compuesto por el 97.87% blancos, el 0.45% eran afroamericanos, el 0.14% eran amerindios, el 0.23% eran asiáticos, el 0.02% eran isleños del Pacífico, el 0.38% eran de otras razas y el 0.91% pertenecían a dos o más razas. Del total de la población el 1.27% eran hispanos o latinos de cualquier raza.

## Industrias
- NOVAPAK
- Morgan Manufacturing
- Illinois Cereal Mills
- North American Lighting, Inc.
- Cadillac Products
- Meco, Inc.
- Paris Metal Products
- Paris Transport
- Simonton Windows
- Neal Machinery Erectors Inc.
- K & A Products, Inc (k9cuisine.com)

## Historia
La historia de París incluye el servicio de los dos hermanos Booth, como alcaldes de la ciudad, a mediados de los años 1850, Walter Booth y Newton Booth. Newton Booth se mudó más tarde al oeste, a California donde sirvió como Gobernador y finalmente como senador de los Estados Unidos. París fue la casa de un equipo de béisbol de la liga menor en los años 1950, llamado Paris Lakers. Se realizó un concurso entre la comunidad, para decidir el nombre del equipo. La propuesta victoriosa, Paris Lakers, fue enviada por James C. Dickey. Los Paris Lakers fueron los campeones de la Midwest League de 1956 y eran un afiliado de los Chicago Cubs.
Demasiado Políticamente Sensible - la ciudad de París ganó notoriedad con la publicación del libro Too Politically Sensitive. El libro se centra alrededor de los asesinatos no resueltos de una pareja joven de recién casados. El 6 de julio de 1986, el Dyke y Karen Rhoads fueron brutalmente asesinados en su casa de París. Posteriormente G. Randy Steidl y Herb Whitlock fueron condenados por sus asesinatos. Sin embargo, Steidl y Whitlock finalmente fueron puestos en libertad, aproximadamente veinte años después de su convicción. El autor, Michael Callahan, era un investigador de la Policía del Estado de Illinois que destapó la corrupción política y el encubrimiento dentro de la investigación y el juicio originales. Callahan intenta exponer la Ciudad de París y el área circundante del Condado de Edgar, como dirigidas por la Mafia, traficantes de droga y pandillas de motociclistas fuera de la ley. Aunque la mayor parte del libro es circunstancial y especulativa, muestra una vista de la ciudad de París y sus residentes.

## Distritos Escolares
París está compuesto de dos distritos escolares públicos: Distrito 95 (para aquellos que viven dentro de los límites de la ciudad) y la Unidad 4 (para aquellos que viven fuera de los límites de la ciudad). Los que están en el Distrito 95 envían a sus niños a la Mayo Middle School, mientras los niños de la Unidad 4 asisten a la Crestwood School. Paris High School es la única instalación de enseñanza secundariia y antes del 1 de julio de 2009 pertenecía al Distrito 95. El 1 de julio de 2009, el insituro fue renombrado a Paris Cooperative High School y se convirtió en el primer instituto cooperativo en el estado de Illinois. El instituto celebró su 100 aniversario en 2009.
La mascota del Paris Cooperative High School es un tigre y sus colores son naranja y negro.
París es también la casa de la Saint Mary's School. Una escuela Católica que tiene de preescolar a 8o grado y está abierta a niños de todas las religiones, es la única escuela privada con base en la ciudad.

## Departamento de bomberos
El Distrito de Protección contra incendios de la Comunidad de París - PCFPD - contiene 5 estaciones. El de París que es el único departamento pagado a jornada completa y los demás de Vermillion, Oliver, Grandview y Redmon son todos departamentos de voluntarios.